# Strihovce
Strihovce (maďarsky Szirtes, do roku 1907 Sztrióc, rusínsky Стриговець) jsou obec na Slovensku v okrese Snina. Jsou obcí na východním okraji úpatí Vihorlat. Jsou východiskem pro turistické túry po Vihorlatu. Leží v nadmořské výšce 435 m n. m. Žije zde 142 obyvatel.

## Dějiny
První písemný doklad o obci je z roku 1635. Do roku 1918 obec administrativní patřila do Zemplínské stolice. V letech 1939 až 1944 byla připojena k Maďarsku.
Leží v horském prostředí východní části Vihorlatu v nadmořské výšce kolem 400 m. Sídlo založil šoltýs kolem roku 1600. Vzniklá Šoltýska samota byla nejstarším sídlem v okolí. První doklad o ní je z roku 1635. Později se zde usadily i poddanské rodiny. V letech 1715 až 1720 žilo ve vesnici 8 poddanských domácností, v roce 1828 zde stálo 48 domů a žilo 364 obyvatel. Součástí vesnice byl i vodní mlýn.

### Pamětihodnosti
- Řeckokatolický chrám Sv. Eliáše z roku 1932.

## Zajímavosti obce Strihovce
- Nad obcí na úpatí vrchu Rovná se v korytě Strihovského potoka nachází pozoruhodný přírodní útvar "Zděná voda". Váže se k němu místní lidová pověst o čertech, kteří měli v úmyslu během jedné noci postavit zeď a zazdít tak navždy vody potoka. Čerti zeď nedokončili, protože zakokrhal kohout, a překazil tak jejich rejdy.

Ve skutečnosti jde o val ztuhlé rozpraskané valící se lávy z Vihorlatské sopky.
- Kamenné moře balvanů s průměrem i 3 metry pod Nežiabcom o rozloze cca 0,5 km²